# 钟管镇
钟管镇是中国浙江省湖州市德清县管辖的一个镇，位于县东北。

## 区划
下辖19个行政村，1个社区居委会。

## 简史
镇（乡）名多次变更，中华民国时期，设为钟管乡。1947年，与仁寿乡并为龙溪乡。1950年7月建为钟管乡。1958年10月，与干山乡、戈亭乡合并为干山公社。1961年从公社分离成为钟管公社。1984年1月重设为乡，1989年4月改建为镇。1992年7月，与戈亭乡合并为钟管镇。2004年4月，干山镇并入钟管镇。

## 名胜
- 蠡山风景名胜区
- 辉山遗址、审塘遗址：新石器时代遗址

## 历史名人
- 管道升：元代画家
- 傅云龙：清代外交家、书画家
- 李一航：现代诗人、作家 [1]